# Molí del Serra
El Molí del Serra és un molí de Mont-roig, al municipi dels Plans de Sió (Segarra), que forma part de l'Inventari del Patrimoni Arquitectònic de Catalunya.

## Descripció
Antic molí d'oli realitzat amb paredat i estructurat amb planta baixa i primera planta, amb coberta a dues aigües.
A la planta baixa es troba la porta d'accés amb llinda superior i brancals realitzats amb carreus regulars, per sobre de la qual trobem un arc de descàrrega. La primera planta presenta una finestra de mitjanes dimensions també amb llinda superior i brancals amb carreus regulars. A la dreta d'aquest cos, que originàriament era utilitzat com habitatge, trobem un segon cos quadrangular de grans dimensions i d'una sola planta que era utilitzat amb finalitats agrícoles. A la part posterior del molí, hi trobem l'antiga bassa, amb la paret realitzada amb carreus regulars de mitjanes dimensions i paredat, juntament amb l'antic cacau format per dues obertures realitzat amb carreus regulars de pedra i situat als peus del molí.